# Torymus steposus
Torymus steposus is een vliesvleugelig insect uit de familie Torymidae. De wetenschappelijke naam is voor het eerst geldig gepubliceerd in 2003 door Zerova & Seryogina.